# Adam Darski
Adam Michał Darski (né le 10 juin 1977 à Gdynia), connu sous le pseudonyme de Nergal, est un musicien polonais, leader du groupe de blackened death metal Behemoth.

## Biographie
Adam Darski est né à Gdynia, en Pologne. Il reçut une éducation catholique, et commença la guitare à 8 ans. Il est connu sous le nom de scène Nergal (nom d'une divinité babylonienne), comme étant le fondateur, parolier, principal compositeur, guitariste (soliste, rythmique et acoustique), chanteur et manager de Behemoth, qu'il créa alors qu'il n'était qu'un adolescent.
Nergal a étudié l'histoire durant 6 années, dont une année de latin, à l'Université de Gdańsk, et est qualifié pour être conservateur de musée.
En 2009, ESP Guitars réalisa la première guitare "Nergal's signature". C'est une guitare 7 cordes, au corps de forme V-style, appelée "Hex-7".
En mars 2010, Nergal a été attaqué en justice en Pologne pour propos diffamatoires envers la religion. En effet, celui-ci avait déchiré puis lancé une Bible dans le public lors d'une tournée en 2007. Nergal se défendit en disant qu'il s'était accordé cette liberté dans le but d'améliorer sa performance scénique, sans avoir l'intention d'être offensant. Il soutint également que la liberté d'expression devrait l’emporter sur la religion en Pologne. Il encourait une peine de deux années de prison mais les charges ont été abandonnées le 28 juin 2010.
En 2011, il était membre du jury dans l'émission de télé-crochet musical polonaise The Voice of Poland.
En 2012, Darski changea légalement son nom en "Nergal"[réf. nécessaire].
En 2019, il fait controverse après avoir posté des photos d'un t-shirt arborant le message "Black metal against Antifa. Kill them. Show no mercy. Fuck Antifa!”,.
Le 24 février 2021 Nergal lance une campagne de financement participatif intitulée "Ordo Blasphemia". Celle-ci a pour objectif de s'opposer aux actions en justice accusant des artistes de blasphème. Cette campagne fait suite à l'accusation d' "offense aux sentiments religieux "pour avoir publié une photographie d'un tableau représentant la Vierge Marie sous son pied,.

## Vie privée
De 2009 à 2011, il a eu une relation avec Dorota Rabczewska, une chanteuse de pop polonaise, connue sous le nom de Doda.
Le 8 août 2010, Nergal est reçu à la section hématologie de l'hôpital Universitaire de Gdansk pour une cause alors inconnue. Behemoth annule tous ses concerts jusqu'en novembre, dont une tournée en Russie et en Amérique du nord. Le 24 août 2010, les médecins diagnostiquent une leucémie.
Ils pensaient que la maladie était si développée que la chimiothérapie aurait été inefficace, mais il a plus tard été prouvé que c'était faux. Doda, qui avait proposé un don de moelle osseuse, n'était pas une donneuse compatible,. Le 8 novembre 2010, Ultimate-Guitar.com révéla qu'un donneur compatible avait été trouvé, ce qui allait permettre une greffe.
Nergal a quitté l'hôpital de Gdansk le 16 janvier 2011, trois semaines après avoir subi la greffe.

## Équipement
| Guitare                                            | Guitare |
| Modèle                                             | Ref.    |
| -------------------------------------------------- | ------- |
| B.C. Rich Warlock 6 string                         |         |
| Jackson Kelly 6 string                             |         |
| Jackson Rhoads 6 string                            |         |
| Gibson Flying V 6 string                           |         |
| Gibson Explorer (EMG 81/85 Setup) 6 String         | [ 19 ]  |
| Ibanez RG 7620 7 string                            |         |
| Mayones Signum Gothic 6 String                     | [ 20 ]  |
| Flame EXG Custom 7 string                          | [ 21 ]  |
| Dean V 6 string                                    | [ 22 ]  |
| ESP LTD EC-1000 6 string                           |         |
| ESP LTD Ninja-600 Michael Amott Signature 6 String | [ 23 ]  |
| ESP STEF-7 7 string                                |         |
| ESP M-7 Super Long Scale 7 string                  |         |
| ESP V Custom 6 String                              | [ 19 ]  |
| ESP LTD HEX-7 Nergal Signature 7 String            | [ 24 ]  |
| Ampli                                              |         |
| Modèle                                             | Ref.    |
| Laboga Mr. Hector                                  | [ 25 ]  |
| Krank Krankenstein                                 | [ 26 ]  |
| Mesa Dual Rectifier                                | [ 1 ]   |
| Bogner Uberschall                                  | [ 27 ]  |
| Sommatone Signature Outlaw Head                    | [ 28 ]  |

| Mark L Rack                     | Mark L Rack |
| Specification                   | Ref.        |
| ------------------------------- | ----------- |
| Mark L Midi Control System F-25 | [ 29 ]      |
| Mark L Loop & Switch LS-14      | [ 29 ]      |
| Mark L Power Station Custom     | [ 29 ]      |
| Mark L Mini Line Mixer          | [ 29 ]      |
| Eventide Time Factor            | [ 29 ]      |
| Ibanez TS-808                   | [ 29 ]      |
| Boss Pitch                      | [ 29 ]      |
| ISP Decimator Pro Rack G        | [ 29 ]      |
| Dunlop Custom Rack Wah          | [ 29 ]      |
| Mogami Cable                    | [ 29 ]      |
| Furman Power                    | [ 29 ]      |
| Korg DTR 1 Tuner                | [ 29 ]      |
| Neutrik & Switchcraft           | [ 29 ]      |

| Autre                        | Autre |
| Modèle                       | Ref.  |
| ---------------------------- | ----- |
| Morley wah pedal             | [ 1 ] |
| InTune Behemoth Picks 1.0 MM | [ 1 ] |

## Discographie

### Avec Behemoth
- Endless Damnation (1992)
- The Return of the Northern Moon (1993)
- ...From the Pagan Vastlands (1994)
- And the Forests Dream Eternally (1994)
- Sventevith (Storming Near the Baltic) (1995)
- Grom (1996)
- Bewitching the Pomerania (1997)
- Pandemonic Incantations (1997)
- Satanica (1999)
- Thelema.6 (2000)
- Antichristian Phenomenon (2001)
- Zos Kia Cultus (Here and Beyond) (2002)
- Conjuration (2003)
- Demigod (2004)
- Slaves Shall Serve (2005)
- Demonica (2006)
- The Apostasy (2007)
- At the Arena ov Aion – Live Apostasy (2008)
- Ezkaton (2008)
- Evangelion (2009)
- Evangelia Heretika (2010)
- The Satanist (2014)
- I Loved You at Your Darkest (2018)
- Opvs Contra Natvram (2022)

### Avec Voodoo Gods
- Shrunken Head (2012)[30]

### Avec Me and That Man
- Songs of Love and Death (2017)
- New Man, New Songs, Same Shit, Vol. 1 (2020)
- New Man, New Songs, Same Shit, Vol. 2 (2021)

### Compilations
- Czarne Zastepy tribute to Kat (1996)
- Originators of Northern Darkness tribute to Mayhem (1999)
- Tyrants from the Abyss tribute to Morbid Angel (2000)

### Apparitions
- Mastiphal – Nocturnal Landscape (1994) (drums)
- Hermh – Crying Crown of Trees (1996) (bass guitar)
- December's Fire – Vae Victis (1996) (vocals)
- Damnation – Coronation (1997) (bass guitar)
- Hefeystos – Psycho Cafe (1998) (vocals)
- Hangover – Terrorbeer (2002) (vocals)
- Vader – Revelations (2002) (vocals)[31]
- Mess Age – Self Convicted (2002) (vocals)
- Corruption – Orgasmusica (2003) (vocals)
- Sweet Noise – Revolta (2003) (vocals)
- Frontside – Teoria Konspiracji (2008) (vocals)[32]
- The Amenta – n0n (2008) (additional guest vocals on the track "Slave")
- Ex Deo – Romulus  (2009) (sings the famous quote Veni, vidi, vici by Julius Caesar on the song "Storm the Gates of Alesia")[33]
- Czesław Śpiewa – Pop (2010) (additional vocals in Dziewczyna z branży)

## Filmographie
- 2008 : Historia polskiego rocka, documentaire de Leszek Gnoiński et Wojciech Słota